# 大橋 (宮崎市)
大橋（おおはし）とは、宮崎県宮崎市内の地名。小戸地域自治区に属している。郵便番号は880-0015。2023年現在、大橋1丁目-3丁目が設置されるが住居表示実施地域でない。

## 地理
宮崎市の小戸地域自治区に属し、西は大淀川に接する。東から西にかけて順に1丁目、2丁目、3丁目が設置され、国道10号に沿って住宅街を形成する。北を和知川原1-3丁目、東を清水3丁目、南を大工1-3丁目、大淀川を挟んで大塚町と接する。

## 地名の由来
1957年（昭和32）年に架橋された国道10号宮崎大橋に由来し、1973年(昭和48年）の区画整理・住居表示実施にて、和知川原町・祇園町・大工町・下北方町・高千穂通1丁目～3丁目・松橋1丁目～2丁目・上水流町・高松通2丁目～3丁目・中津瀬町・末広町3丁目から「大橋1-3丁目」が誕生した。

## 世帯数と人口
2023年（令和5年）7月1日現在の世帯数と人口は以下の通りである。
| 町丁      | 世帯数   | 人口   |
| --------- | -------- | ------ |
| 大橋1丁目 | 525世帯  | 938人  |
| 大橋2丁目 | 364世帯  | 652人  |
| 大橋3丁目 | 1048世帯 | 1843人 |

## 小・中学校の学区
市立小・中学校に通う場合、学区は以下の通りとなる。
| 町名 | 小学校             | 中学校               |
| ---- | ------------------ | -------------------- |
| 大橋 | 宮崎市立小戸小学校 | 宮崎市立宮崎西中学校 |

## 交通

### バス
宮交グループの運営するバスが営業している。

### 道路
- 国道10号
- 国道269号
- 宮崎県道26号宮崎須木線

## 施設
- 国土交通省九州地方整備局宮崎河川国道事務所宮崎河川出張所
- 宮崎大橋
- 宮崎北警察署大工町交番
- 宮崎大橋郵便局